# Dunelt

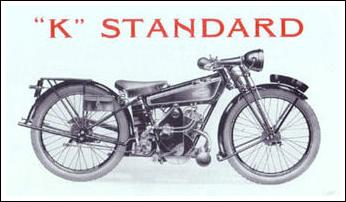
het model K: de standaardversie

Dunelt is een Brits historisch merk van motorfietsen.
De bedrijfsnaam was: Dunford & Eliott (Sheffield) Ltd., Birmingham, later Dunelt Cycle Co. Ltd., Smethwick, Staffordshire.
Dunelt maakte in het begin van de 20e eeuw buizen en onderdelen voor andere bedrijven. Later ging men zelf ook fietsen en motorfietsen produceren. In 1919 verscheen de eerste Dunelt-motorfiets. Het was een bijzonder model, met een 500cc-eencilindertweetaktmotor. Dergelijke zware tweetakten werden niet veel gebruikt en deze motor had ook nog een trapzuiger. Verder had hij drie versnellingen en een chain-cum-belt drive. In 1925 volgde het Model K, een 250cc-versie van deze motor. Men adverteerde, onder andere met het stripfiguurtje Professor Supercharge, vooral met de zijspancapaciteiten van de machine. Het was ook een Dunelt-zijspancombinatie die in 1924 voor het eerst de Sahara van Caïro tot de oase Siwa doorkruiste. De Dundelt Model A zijspancombinatie had vier onderling uitwisselbare wielen, waarvan één reservewiel dat aan de bagagedrager zat.
Vanaf 1925 werden de 500cc-modellen geleidelijk verdrongen door de 250cc-modellen, zoals het Model K dat in Standard, Sport en Royal (luxe)-uitvoering verscheen. In 1927 werd de productie van de 500cc-Dunelt helemaal gestopt.
In 1928 kwam T.L. Williams van Triumph naar Dunelt en hij ontwikkelde in 1929 een 350cc-kopklepmotor met Sturmey-Archer-versnellingsbak. In 1930 kwam er een 500 cc versie van deze motor. Omdat het meer sportieve publiek echter om bovenliggende nokkenassen vroeg, gaf men Raleigh opdracht om exclusief voor Dunelt een 250cc-blok te ontwikkelen. De machine (Model T) flopte echter, zoals meer Dunelt-modellen al was overkomen. Ze stond alleen in 1930 in de catalogus. Mede door de uitbraak van de Grote Depressie moest men uiteindelijk zelfs de fabriekshal sluiten. De productie werd in 1932 verplaatst naar Sheffield, waar men modellen van 147- tot 600 cc ging maken onder de merknaam "Sheffield-Dunelt", maar die werd in 1933 alweer gewijzigd in "Dunelt".
In 1935 werd de motorproductie beëindigd en ging men fietsen maken, maar in 1956 stond op de Salon van Londen een Dunelt-bromfiets. Dunelt was intussen door Phillips Cycles overgenomen. De bromfiets was slechts een prototype dat nooit in productie kwam.